# Kazacsay Tibor
Kazacsay Tibor (født 12. marts 1892 i Budapest, Ungarn - død 5. oktober 1977) var en ungarsk komponist, pianist og lærer.
Tibor studerede komposition på Musikkonservatoriet i Budapest. Han var lærer i komposition og klaver på Det Nationale Musikkonservatorium og Klindwort-Scharwenka Musikkonservatoriet i Berlin. Han var klaverakkompagnatør på Ungarsk Radio (1926-1936). Han har skrevet en symfoni, orkesterværker, kammermusik, koncertmusik, korværker etc. Tibor komponerede i en romantisk stil som senere gik over i en mere diatonisk stil. Han var også inspireret af den ungarske folklore og Bela Bartok.

## Udvalgte værker
- Symfoni "Grotesk" (1938) - for orkester
- Trompetkoncert (1965) - for trompet og orkester
- Drømmeland (Symfonisk digtning) (1932) - for orkester
- Små sange om dyr (børnesangs samling) (1937) - sang